# Stary Dobrotwór

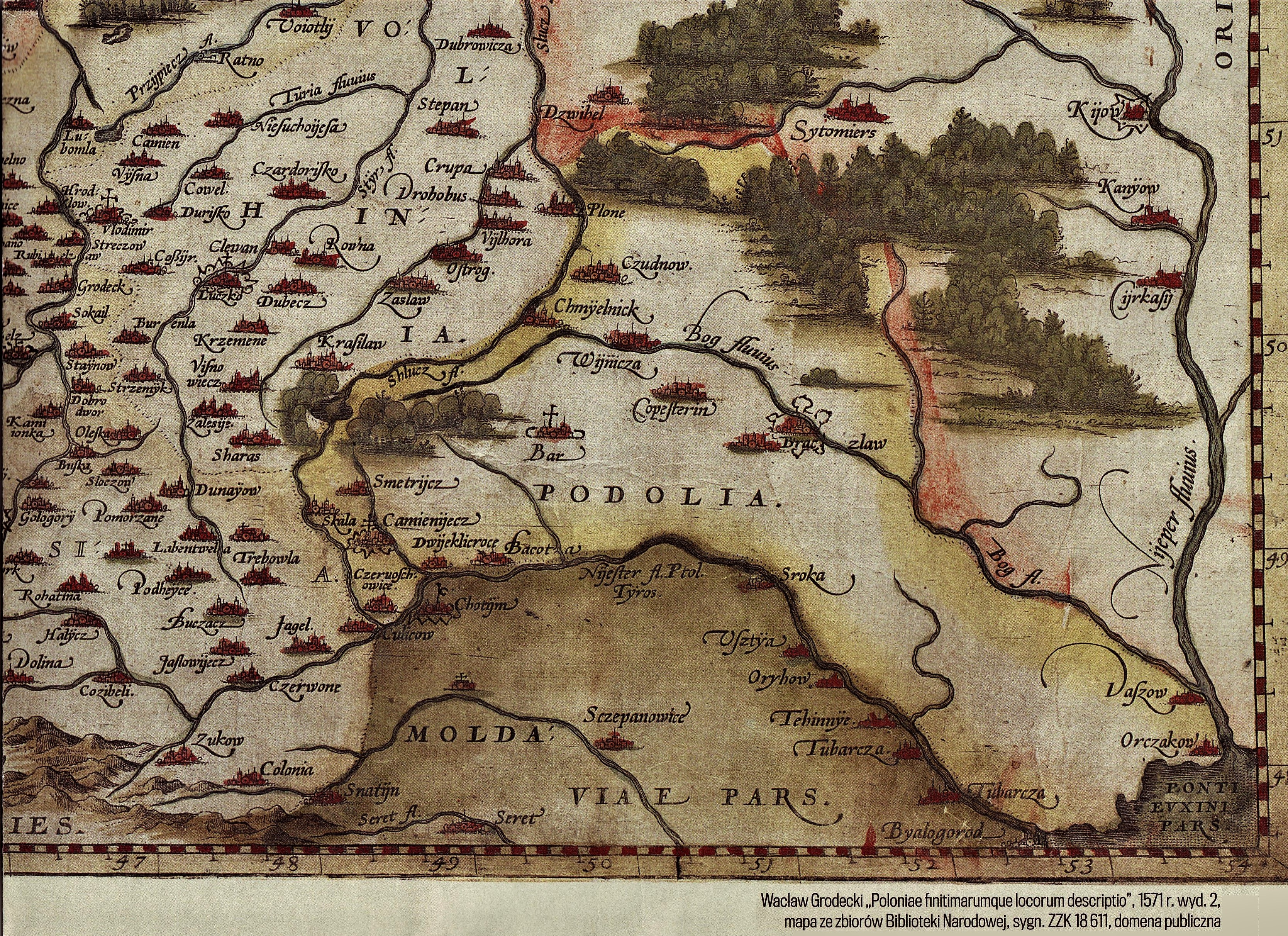
Wieś na mapie Wacława Grodeckiego, Poloniae finitimarumgue locarum descriptio

Stary Dobrotwór (ukr. Старий Добротвір, Staryj Dobrotwir, dawniej Dobrotwór) – wieś (dawniej miasto i miasteczko) na Ukrainie, w obwodzie lwowskim, w rejonie kamioneckim.
Miasto królewskie Dobrotwór lokowane w 1472 roku położone było w XVI wieku w województwie bełskim. Wchodziło w skład starostwa kamionackiego w XVIII wieku.
Dziedzicem majątku był hr. Karol Mier (zm. 1885). Pod koniec XIX wieku właścicielką majątku była jego żona hr. Helena Mierowa.
W II Rzeczypospolitej miejscowość była siedzibą gminy wiejskiej Dobrotwór w powiecie kamioneckim w województwie tarnopolskim. W 1921 liczył 2979 mieszkańców.
Miejsce urodzenia polskiego leśnika Henryka Strzeleckiego, jednego z pionierów leśnictwa w Polsce i jednego z najwybitniejszych organizatorów leśnictwa polskiego w drugiej połowie XIX wieku oraz kajakarza Michała Śliwińskiego.
W 1951 w pobliżu Dobrotwora powstało osiedle Dobrotwór jako zaplecze dla pobliskiej elektrociepłowni. Wieś Dobrotwór przemianowano natomiast na Stary Dobrotwór.